# Flora (Suriname)
Flora è un distretto (ressort) del Suriname di 15.346 abitanti che fa parte di Paramaribo.